# Baía de Assunção

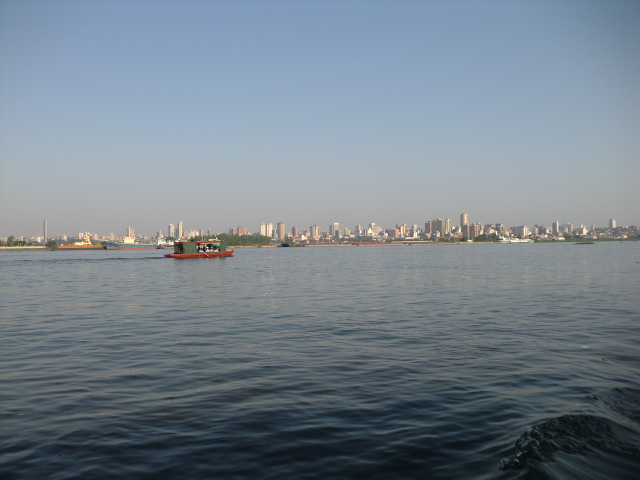
A cidade de Assunção a partir da Baía.

A Baía de Assunção é uma baía relativamente pequena localizada no limite norte da cidade de Assunção, a capital do Paraguai. A baía está separada do grande rio Paraguai pelo Banco San Miguel, uma larga península de terras baixas que localiza-se no limite de duas distintas regiões, geográficas e ecológicas, do Paraguai: o baixo Chaco (região Ocidental) e o Bosque Atlântico (região Oriental), e a cidade de Assunção. O nível da água na baía está regulado pelos pulsos do rio Paraguai, inundando a área no outono-inverno, e retrocedendo suas águas durante a primavera-verão.

## Futuro da Baía de Assunção
Em 2012, foi inaugurada a primeira etapa da avenida José Asunción Flores, conhecida como avenida Costanera de Asunción. A avenida costeia a Baía e o Centro Histórico de Assunção, circunvalando pontos turísticos importantes como o Centro Cultural da República, o Congresso do Paraguai, a Catedral Metropolitana e o Palácio do Governo. A primeira fase da segunda etapa da avenida Costanera foi inaugurada em 2019, contemplando 4,2 quilômetros do 15 quilômetros previstos quando do término das obras.